# Méliphage brunâtre
Lichmera indistincta
Espèce
Statut de conservation UICN

 LC  : Préoccupation mineure
Le Méliphage brunâtre (Lichmera indistincta) est une espèce de passereau de la famille des Meliphagidae, une famille trouvée essentiellement en Australie et en Nouvelle-Guinée, qui ont développé une très longue langue terminée en pinceau pour se nourrir de nectar. C'est un oiseau de taille petite à moyenne, brunâtre, avec des zones jaune-vert sur la queue et les ailes et une touffe de plumes jaunes derrière l'œil.
Répandu dans tout l'ouest, le nord et l'est de l'Australie, le Méliphage brunâtre occupe un habitat allant des mangroves aux forêts d'eucalyptus. Il est saisonnièrement nomade dans sa région, suivant la floraison des plantes dont il se nourrit. Même s'il se nourrit habituellement seul, il peut se nourrit également de petits groupes, ou en bandes mixtes d'espèces  de Méliphages. Le nectar et les insectes forment son alimentation. Il occupe le même territoire de reproduction chaque année, et pond deux ou trois œufs dans un nid en forme de coupe tissé à partir d'herbe et d'écorce molle. Les deux sexes contribuent à la construction du nid et nourrissent les jeunes. Il a un chant fort, clair, musical, décrit comme le plus beau de tous les méliphages.
Alors que le Méliphage brunâtre est en déclin dans certaines régions comme celle de la Wheatbelt en Australie-Occidentale, dans le reste du pays son niveau de population et de répartition est suffisant pour le voir décrit comme Préoccupation mineure pour la conservation.

## Répartition
Cet oiseau peuple l'Australie, les îles Aru, le sud de la Nouvelle-Guinée et les petites îles de la Sonde.
En Australie, on le trouve dans les fourrés d'une grande partie de l'ouest, du nord et de l'est de l'Australie. Il est absent seulement des régions les plus froides ou les plus humides.

## Sous-espèces
Selon la classification de référence du Congrès ornithologique international (15.1, 2025) il se répartit en cinq sous-espèces :
- Lichmera indistincta limbata (Müller, 1843) — Bali et Lombok ;
- Lichmera indistincta nupta (Stresemann, 1912) — îles Aru ;
- Lichmera indistincta melvillensis (Mathews, 1912) — îles Bathurst et Melville ;
- Lichmera indistincta indistincta (Vigors & Horsfield, 1827) — nord/ouest de l'Australie ;
- Lichmera indistincta ocularis (Gould, 1838) — Trans-Fly et est de l'Australie.